# Pentiment
Pentiment est un jeu vidéo d'aventure développé par Obsidian Entertainment et publié par Xbox Game Studios. Le jeu est sorti le 15 novembre 2022 pour les plateformes Windows, Xbox One et Xbox Series X/S. Un portage est sorti le 22 février 2024 sur PlayStation 4, PlayStation 5 et Nintendo Switch.
En mars 2023, il reçoit le Game Developers Choice Award de la meilleure narration.

## Système de jeu
Pentiment est un jeu vidéo de rôle et d'aventure narratif qui se déroule en Bavière au XVIe siècle. Le joueur, en tant que l'artiste Andreas Maler, enquête sur le meurtre d'une personnalité éminente pour lequel son ami a été accusé. L'histoire s'étend sur vingt-cinq ans et ne révèle jamais canoniquement le véritable meurtrier. Au lieu de cela, le joueur est censé accuser un individu en fonction de qui, selon lui, l'a fait ou qui mérite le plus d'être puni. Parallèlement au complot de meurtre principal, il y a d'autres crimes et complots à résoudre,.
Le style artistique du jeu est un mélange de manuscrits de la fin du Moyen Âge, d'anciennes impressions et de gravures sur bois à la transition de l'art médiéval au début de l'art moderne.

## Développement
Le développeur de jeux Josh Sawyer a présenté Pentiment à Feargus Urquhart pour la première fois lorsqu'ils travaillaient à Black Isle Studios. Sawyer s'est inspiré de la fiction historique de Darklands, un jeu vidéo de rôle de 1992 de MicroProse qui combinait le Moyen Âge avec des thèmes surnaturels. Urquhart pensait que cela aurait peu d'attrait en dehors des passionnés d'histoire. Sawyer a de nouveau lancé Urquhart, des années plus tard, alors qu'ils travaillaient tous les deux chez Obsidian Entertainment, après la sortie de Pillars of Eternity II: Deadfire en 2018. Il a recentré le jeu sur le principe d'une aventure narrative avec des composants mystérieux et un gameplay similaire à Night in the Woods ou Oxenfree. L'équipe de développement était petite, à la mesure du public de niche visé par le jeu. Sawyer a déclaré que le style artistique de la directrice artistique Hannah Kennedy et son intérêt pour le concept ont été essentiels au soutien initial du projet. Ils ont d'abord travaillé à deux,.
L'acquisition d'Obsidian par Microsoft en 2018 a apporté la prise en charge de l'accessibilité et de la localisation du jeu, notamment un mode avec des polices de caractères plus faciles à lire, des fonctionnalités telles que la synthèse vocale et des traductions robustes pour les non-anglophones puisque le jeu contient une grande quantité de texte,.
Pentiment est sorti le 15 novembre 2022 sur les plateformes Xbox et Windows.
Le jeu est porté le 22 février 2024 sur PlayStation 4, PlayStation 5 et Nintendo Switch.

## Accueil
Pentiment reçoit un accueil généralement favorable de la presse, recueillant la note de 88/100 sur Microsoft Windows et 86/100 sur Xbox Series sur l'agrégateur Metacritic.
En mars 2023, il reçoit le Game Developers Choice Award de la meilleure narration,. Il a également reçu le Peabody Award de la meilleure narration immersive et interactive.
Il est inéligible aux Game Awards 2022, du fait d'une anomalie de la date limite de soumission des jeux candidats, qui s'arrête quelques jours après le dévoilement des nominations et prive ainsi les jeux sortis dans une certaine période de temps d'être considérés.